# Zveznica
Zvéznica je v geometriji daljica ali krivulja, ki povezuje dve točki. Dve točki sta vedno na isti krožnici, tako da je vsaka daljica, ki ju povezuje, tudi tetiva te krožnice.